# Bánföldi Szilárd
Bánföldi Szilárd (Kecskemét, 1992. január 9. –) magyar színész.

## Életpályája
Nyárlőrincen nőtt fel. 2011-ben érettségizett a kecskeméti Kandó Kálmán Szakközépiskola művészeti tagozatán, kerámia szakon. Egy év kihagyás után a szegedi Kelemen László Színitanodában tanult további két évig. Közben tagja volt a Szegedi Pinceszínháznak, a Géniusz Színháznak és a Homo Ludens Project társulatának is. Ezt követően felvételt nyert a Kaposvári Egyetem színművész szakára, Eperjes Károly és Spindler Béla osztályába. Az egyetemi évek alatt játszott a kaposvári Csiky Gergely Színházban, a Nemzeti Színházban és a budapesti Újszínházban. A diploma után az Újszínházhoz szerződött.